# 舊皮諾 (加利福尼亞州)
舊皮諾（英語：Old Pino）是位於美國加利福尼亞州埃爾多拉多縣的一個非建制地區。該地的面積和人口皆未知。

## 地理
舊皮諾的座標為38°49′05″N 120°38′50″W / 38.81806°N 120.64722°W，而該地的平均海拔高度為952米（即3156英尺）。